# Zdeněk Nádvorník
Zdeněk Nádvorník (28. června 1937 – 19. října 2013) byl český hokejový útočník.

## Hokejová kariéra
V československé lize hrál za CHZ Litvínov a Dukla Jihlava. Odehrál 6 ligových sezón. V nižší soutěži hrál za DSO Dynamo Karlovy Vary.

## Klubové statistiky
| Sezona    | Klub                    | Soutěž  | Základní část | Základní část | Základní část | Základní část | Základní část |
| Sezona    | Klub                    | Soutěž  | Z             | G             | A             | B             | TM            |
| --------- | ----------------------- | ------- | ------------- | ------------- | ------------- | ------------- | ------------- |
| 1956/1957 | DSO Dynamo Karlovy Vary | 2. liga | -             | -             | -             | -             | -             |
| 1957/1958 | Dukla Jihlava           | 1. liga | 8             | 1             | 1             | -             | -             |
| 1958/1959 | Dukla Jihlava           | 1. liga | -             | -             | -             | -             | -             |
| 1959/1960 | DSO Dynamo Karlovy Vary | 2. liga | -             | -             | -             | -             | -             |
| 1960/1961 | Jiskra SZ Litvínov      | 1. liga | 21            | 10            | -             | -             | -             |
| 1961/1962 | Jiskra SZ Litvínov      | 1. liga | 31            | 5             | -             | -             | -             |
| 1962/1963 | CHZ Litvínov            | 1. liga | 23            | 2             | -             | -             | -             |
| 1963/1964 | CHZ Litvínov            | 1. liga | 7             | 0             | -             | -             | -             |